# Robert Metcalfe
Robert Melancton Metcalfe (ur. 7 kwietnia 1946 w Nowym Jorku) – amerykański informatyk, twórca Ethernetu, współzałożyciel firmy 3Com, autor prawa Metcalfe’a.

## Życiorys
W Massachusetts Institute of Technology uzyskał bakalaureaty z inżynierii elektrycznej i zarządzania, na uniwersytecie Harvarda uzyskał stopień doktorski, prezentując pracę na temat przełączania pakietów, napisaną jeszcze w czasie pracy w MIT nad projektem MAC.
W 1973 r., w chwili opracowania Ethernetu – standardu łączenia komputerów na krótkie dystanse – Bob Metcalfe pracował dla laboratorium Xerox PARC. W 1979 r. opuścił PARC i założył firmę 3Com, producenta wyposażenia dla sieci LAN.
W 1990 Metcalfe odszedł z 3Com i przez 10 lat był wydawcą i publicystą, prowadząc własną kolumnę dotyczącą Internetu w InfoWorld. W 2001 został inwestorem i partnerem w Polaris Venture Partners.

## Wyróżnienia
W 1980 r. został wyróżniony nagrodą Association for Computing Machinery, Grace Murray Hopper Award, za wkład w rozwój sieci lokalnych, szczególnie opracowanie Ethernetu.
14 marca 2003 został uhonorowany przez prez. George'a Busha medalem National Medal of Technology za wkład w wynalezienie, standaryzację i komercjalizację Ethernetu – według badań IDC w 2004 na świecie sprzedano 200 mln nowych portów ethernetowych.
W 2022 został nagrodzony Nagrodą Turinga.